# Симеон Щерев (музикант)
Вижте пояснителната страница за други личности с името Симеон Щерев.
Симеон Борисов Щерев (наричан още Банана) е български музикант – флейтист, педагог и композитор, автор на джазова, филмова и театрална музика, със записи за БНР и БНТ и издадени самостоятелни плочи.

## Биография
Роден е на 24 октомври 1943 г. в София. Завършва Българската държавна консерватория – София, класа по флейта на Йордан Киндалов и започва кариерата си през 1967 година с квартет „Фокус“. Участва в „Оркестър София“ с диригент Емил Георгиев. Печели признанието на европейските музикални критици и получава редица награди от джаз фестивали. Признат е за един от най-добрите джаз флейтисти в света. В ежегодните международни джаз класации е поставян на челните места. Свирил е с много известни музиканти като Чик Кърия, Мейнард Фъргюсън, Алберт Мангелсдорф, Кени Уилър и други.
Женен е и има една дъщеря.
През 1974 г. става преподавател по флейта в Естрадния отдел на Българската държавна консерватория.
Умира на 26 март 2020 г. на 76-годишна възраст.

## Филмография
- Нашият Шошканини (1981) - Жоро, приятелят на Дочо
- Весела антология (1970), 2 новели - флейтистът